# Grand Prix Formule 1 van Monaco 1956
De Grand Prix Formule 1 van Monaco 1956 werd gehouden op 13 mei in Monte Carlo op het circuit van Monaco. Het was de tweede race van het seizoen.

## Uitslag
| Pos. | Nr. | Coureur                                | Constructeur | Rondes | Tijd / Oorzaak uitval | Grid | Punten |
| ---- | --- | -------------------------------------- | ------------ | ------ | --------------------- | ---- | ------ |
| 1    | 28  | Stirling Moss                          | Maserati     | 100    | 3:00:32.9             | 2    | 8      |
| 2    | 26  | Peter Collins Juan Manuel Fangio       | Ferrari      | 100    | +6,1 s                | 9    | 3 4S   |
| 3    | 30  | Jean Behra                             | Maserati     | 99     | +1 Ronde              | 4    | 4      |
| 4    | 20  | Juan Manuel Fangio Eugenio Castellotti | Ferrari      | 99     | +1 Ronde              | 1    | 0* 1⁄2 |
| 5    | 6   | Hernando da Silva Ramos                | Gordini      | 93     | +7 Rondes             | 14   | 2      |
| 6    | 4   | Élie Bayol André Pilette               | Gordini      | 88     | +12 Rondes            | 11   |        |
| 7    | 32  | Cesare Perdisa                         | Maserati     | 86     | +14 Rondes            | 7    |        |
| 8    | 18  | Horace Gould                           | Maserati     | 85     | +15 Rondes            | 16   |        |
| NF   | 2   | Robert Manzon                          | Gordini      | 90     | Ongeluk               | 12   |        |
| NF   | 8   | Louis Rosier                           | Maserati     | 72     | Motor                 | 15   |        |
| NF   | 20  | Eugenio Castellotti                    | Ferrari      | 14     | Koppeling             | 3    |        |
| NF   | 14  | Maurice Trintignant                    | Vanwall      | 13     | Oververhitting        | 6    |        |
| NF   | 16  | Harry Schell                           | Vanwall      | 2      | Ongeluk               | 5    |        |
| NF   | 24  | Luigi Musso                            | Ferrari      | 2      | Ongeluk               | 8    |        |
| NQ   | 36  | Giorgio Scarlatti                      | Ferrari      |        |                       |      |        |
| WD   | 10  | Mike Hawthorn                          | BRM          |        | Motorklep             |      |        |
| WD   | 12  | Tony Brooks                            | BRM          |        | Motorklep             |      |        |
| WD   | 34  | Louis Chiron                           | Maserati     |        | Opgeblazen Motor      |      |        |

* Juan Manuel Fangio ontving geen 11⁄2 punt voor de (gedeelde) vierde plaats omdat hij al punten voor de tweede plaats had behaald.

## Statistieken
| Pole-position | Juan Manuel Fangio | Ferrari | 1:44.0 |
| Snelste ronde | Juan Manuel Fangio | Ferrari | 1:44.4 |

## Noot
- Dit was het debuut voor de Italiaanse coureur Giorgio Scarlatti en de Britse coureur (en toekomstig Grand Prix-winnaar) Tony Brooks.
- Dit was de vijfde podiumplaats voor Stirling Moss en de eerste voor Peter Collins.

1929 · 1930 · 1931 · 1932 · 1933 · 1934 · 1935 · 1936 · 1937 · 1948 · 1950 · 1955 · 1956 · 1957 · 1958 · 1959 · 1960 · 1961 · 1962 · 1963 · 1964 · 1965 · 1966 · 1967 · 1968 · 1969 · 1970 · 1971 · 1972 · 1973 · 1974 · 1975 · 1976 · 1977 · 1978 · 1979 · 1980 · 1981 · 1982 · 1983 · 1984 · 1985 · 1986 · 1987 · 1988 · 1989 · 1990 · 1991 · 1992 · 1993 · 1994 · 1995 · 1996 · 1997 · 1998 · 1999 · 2000 · 2001 · 2002 · 2003 · 2004 · 2005 · 2006 · 2007 · 2008 · 2009 · 2010 · 2011 · 2012 · 2013 · 2014 · 2015 · 2016 · 2017 · 2018 · 2019 · 2020 · 2021 · 2022 · 2023 · 2024 · 2025